# Ковтаюча акула
Ковтаюча акула (Centrophorus) — рід акул родини Ковтаючі акули. Має 15 видів. Інша назва «короткошипа акула».

## Опис
Це типовий рід своєї родини. Загальна довжина представників цього роду коливається в середньому від 1 до 1,7 м. Голова невелика, зверху сплощене. Рило доволі довге. Очі великі без мигальної перетинки. Нижчі зуби набагато більші за верхні. Зябрових щілин — 5 пар. Грудні плавці великі. Тулуб кремезний з 2 спинними плавцями. Перший більше за другий, який близько розташовано до хвостового плавця. Біля спинних плавців розташовані невеличкі шипи. Анальний плавець відсутній. Забарвлення сіре, бурувате або коричневе. Очі зеленуваті.

## Спосіб життя
Тримаються на значній глибині, звичайні на 300—1500 м. Активні переважно вночі, коли піднімаються вище з глибин. Переважно бентофаги. Живляться дрібною рибою, головоногими молюсками та глибоководними ракоподібними.
Це яйцеживородні акули.

## Розповсюдження
Мешкають у тропічних та помірних водах Атлантичного, Індійського та Тихого океанів.

## Види
- Centrophorus acus  Garman, 1906
- Centrophorus atromarginatus  Garman, 1913
- Centrophorus granulosus  (Bloch & Schneider, 1801)
- Centrophorus harrissoni  McCulloch, 1915
- Centrophorus isodon  (Chu, Meng & Liu, 1981)
- Centrophorus lesliei  White, Ebert & Naylor, 2017
- Centrophorus longipinnis  White, Ebert & Naylor, 2017
- Centrophorus lusitanicus  Barbosa du Bocage & de Brito Capello, 1864
- Centrophorus machiquensis  Maul, 1955
- Centrophorus moluccensis  Bleeker, 1860
- Centrophorus niaukang  Teng, 1959
- Centrophorus robustus  Deng, Xiong & Zhan, 1985
- Centrophorus seychellorum  Baranes, 2003
- Centrophorus squamosus  (Bonnaterre, 1788)
- Centrophorus tessellatus  Garman, 1906
- Centrophorus uyato  (Rafinesque, 1810)
- Centrophorus westraliensis  White, Ebert & Compagno, 2008
- Centrophorus zeehaani  White, Ebert & Compagno, 2008